# Ледена дворана Сибир (Новосибирск)
Ледена спортска дворана Сибир (рус. Ледовый Дворец Спорта «Сибирь»), вишенаменска је дворана у Новосибирску, Русија. Отворена је 1964. године и има капацитет за око 7.384 људи. Пре свега се користи за утакмице хокеја на леду и домаћи је терен локалном тиму ХК Сибир, који се такмичи у Континенталној хокејашкој лиги.